# 灌鼠屬
灌鼠屬（学名：Thamnomys），哺乳綱、囓齒目、鼠科的一屬，而與灌鼠屬同科的動物尚有裔鼠屬（裔鼠）、嬌鼠屬（嬌鼠）、青毛鼠屬（青毛鼠）、塔特鼠屬（塔特鼠）等之數種哺乳動物。

## 下属物种
本属包括以下物种：
- 肯氏灌鼠 Thamnomys kempi Dollman, 1911
- 大灌鼠 Thamnomys major Hatt, 1934
- Thamnomys schoutedeni Hatt, 1934
- Thamnomys venustus Thomas, 1907